# Hôtel Dubocage de Bléville
L'hôtel Dubocage de Bléville est un hôtel particulier du Havre, sis au 1-3 rue Jérôme-Bellamarto.

## Historique
L'hôtel a été la propriété de Michel Dubocage.
Il est inscrit au titre des monuments historiques par arrêté du 4 octobre 1946.

## Architecture
Le bâtiment a été construit en 2 parties, l’ensemble forme un « L » ; il s'élève à 15 mètres de haut, sur 3 étages. La toiture est inclinée à 45°, cette inclinaison se fait appeler combles à la « Mansarde ». La façade est rythmée par 20 fenêtres, 2 œils-de-bœuf et 1 porte-fenêtre. Autant de fenêtres étaient nécessaires à cette époque pour faire entrer le plus de lumière possible dans l’hôtel.
Les différents matériaux de la façade principale sont de l’ardoise, en bardage et en couverture, du silex noir, de la brique et de la pierre de Caen.
Les différents matériaux de la façade et de l'intérieur du mur de façade sont du silex et de la brique en soubassement, des colombages en bois et du torchis. 
Il s'agit d'une architecture typiquement régionale. 

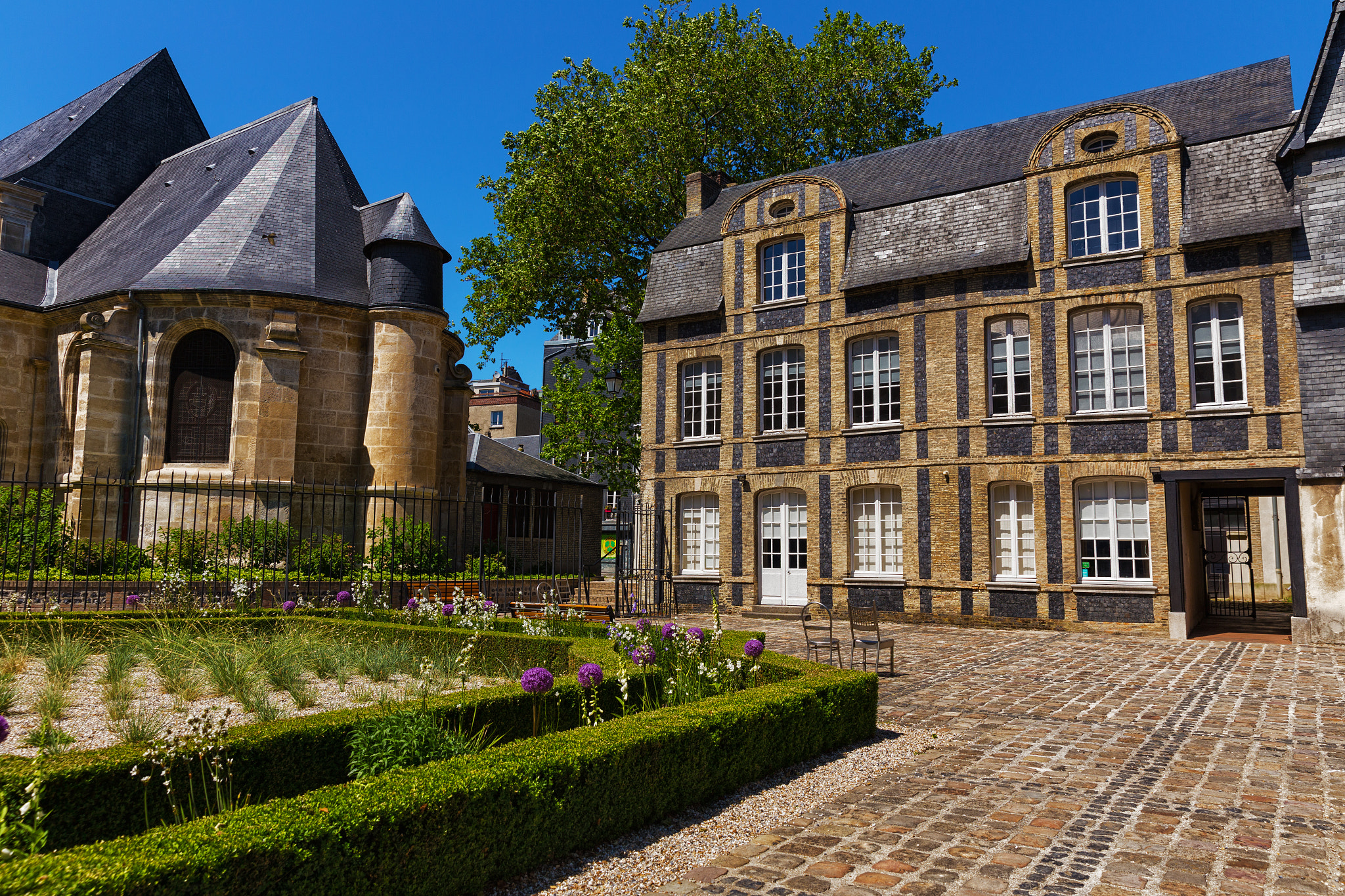
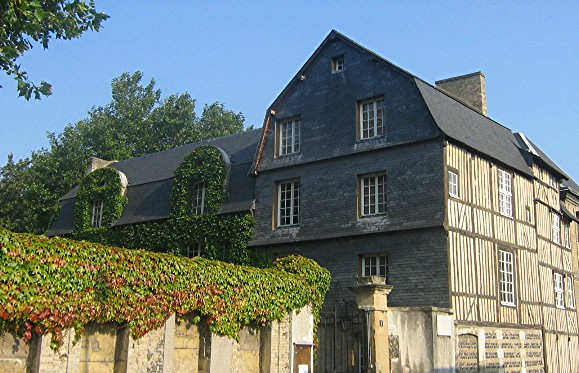
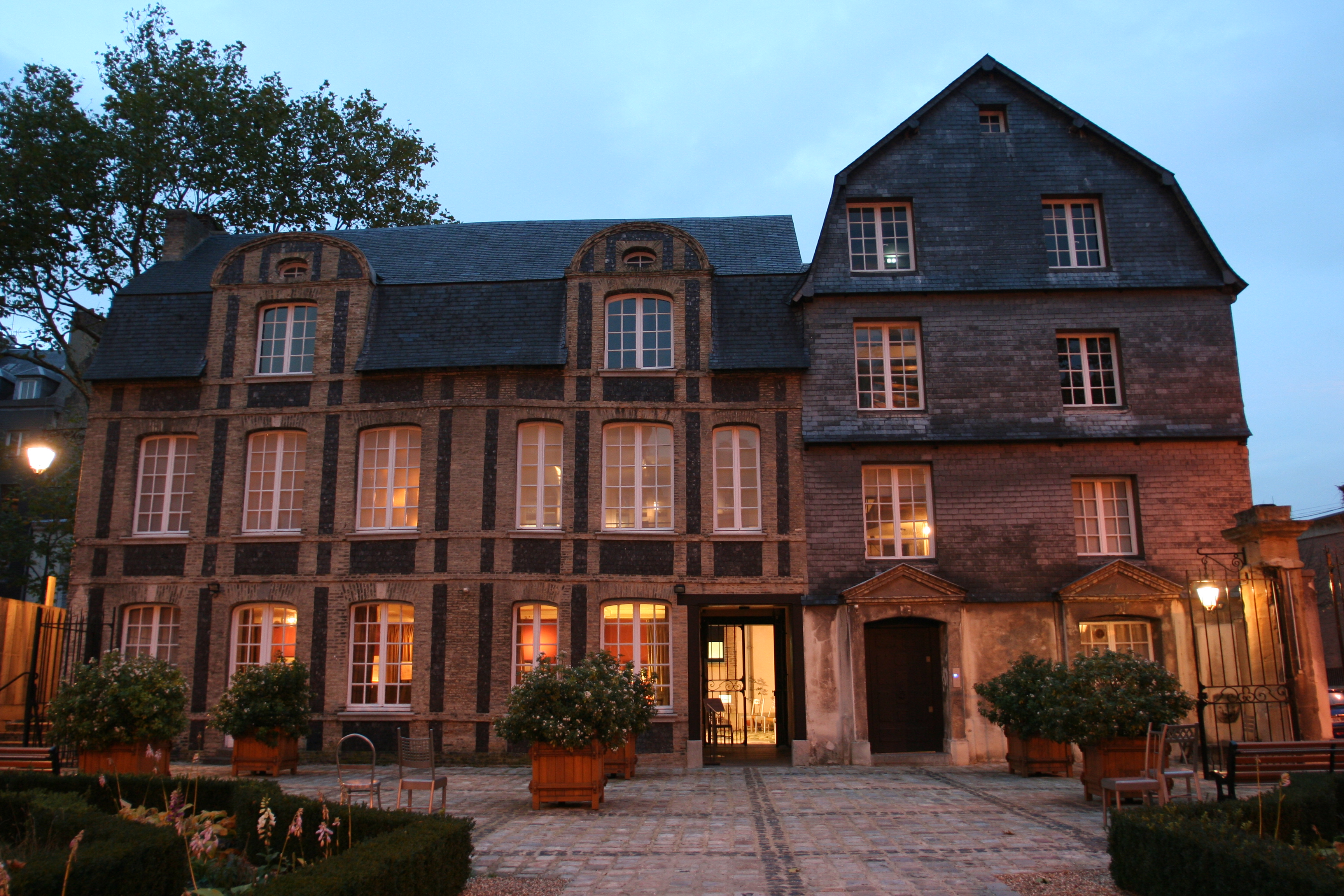
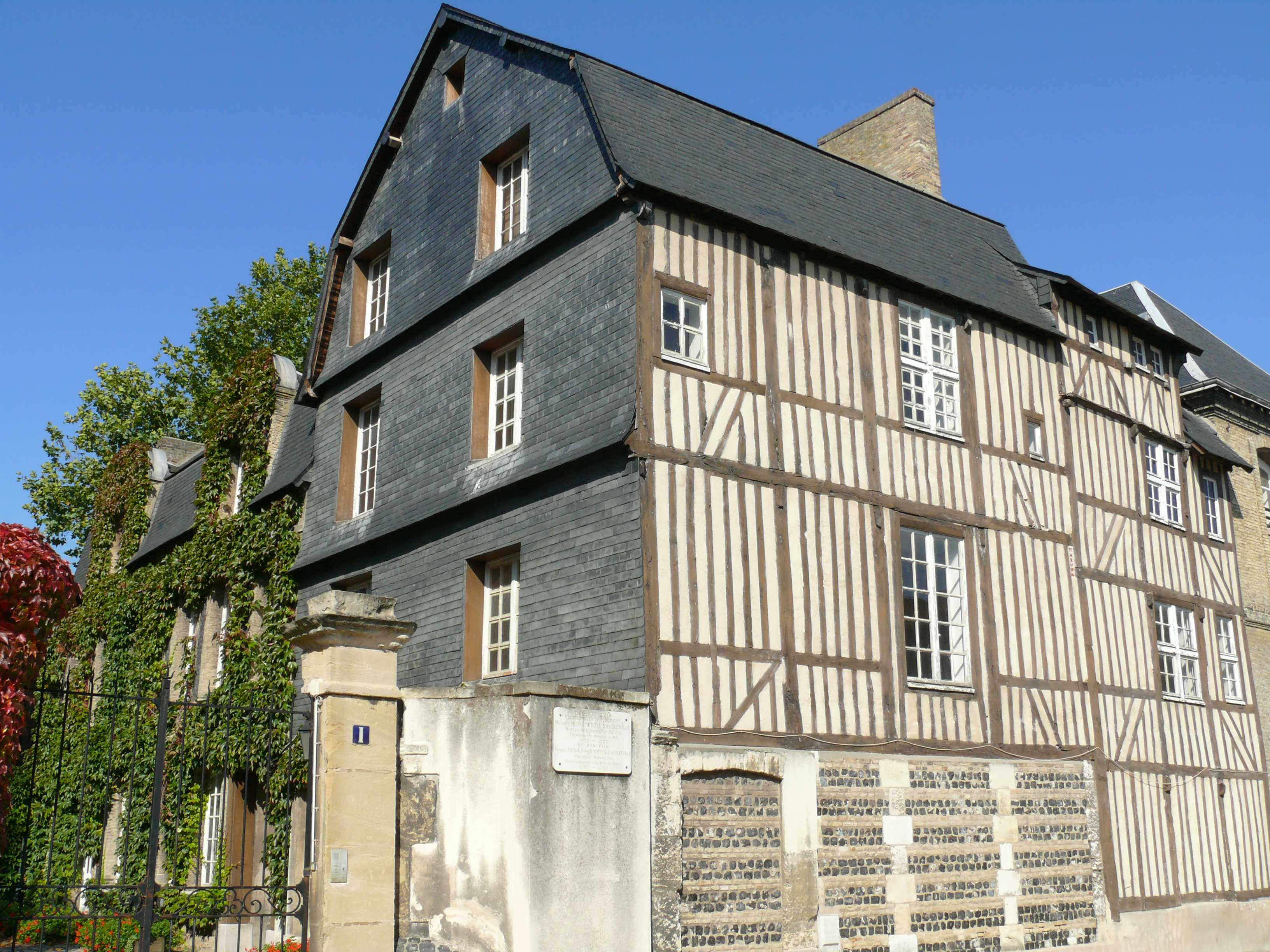
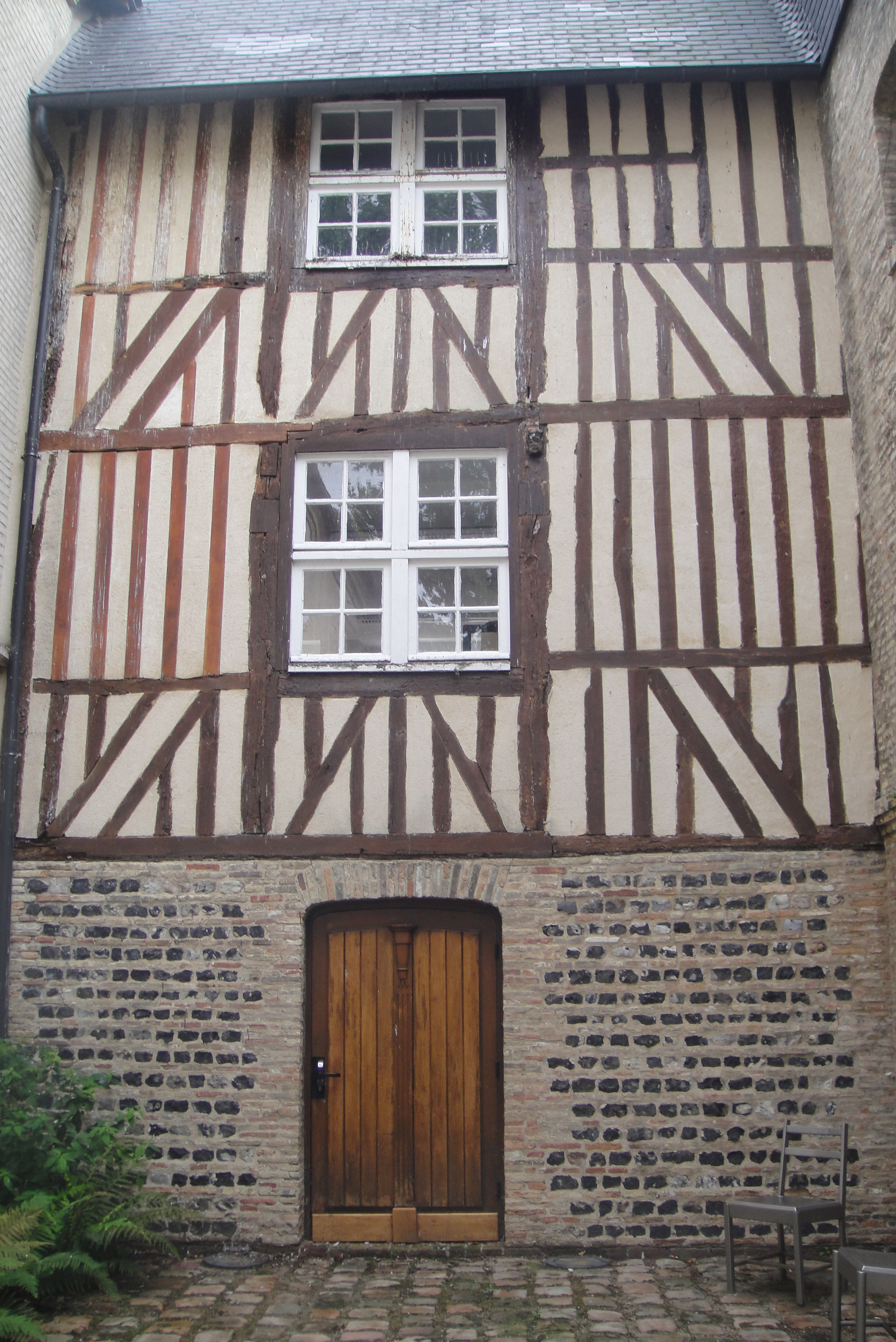